# Denise Quiñones
Denise Marie Quiñones August (Ponce, 9 de setembre de 1980) és una actriu i model, quarta porto-riquenya guanyadora de la competició de Miss Univers.

El 2001, Quiñones va guanyar la 50a desfilada de Miss Univers celebrada a Bayamón, Puerto Rico, concursant pel seu lloc de residència Lares i sent una de les poques representants de la història del concurs que han guanyat al seu propi país. Va competir amb la lleidatana Eva Sisó i Casals, que va quedar entre les deu semifinalistes. Després del concurs, Denise Quiñones es va solidaritzar amb els seus veïns de Vieques que s'oposaven a que l'illa porto-riquenya fos utilitzada per la Marina dels Estats Units per fer bombardejos d'entrenament. Al concurs de Miss Univers de 2002, va passar la seva corona, en la ciutat de San Juan, a Oxana Fedorova de Rússia.

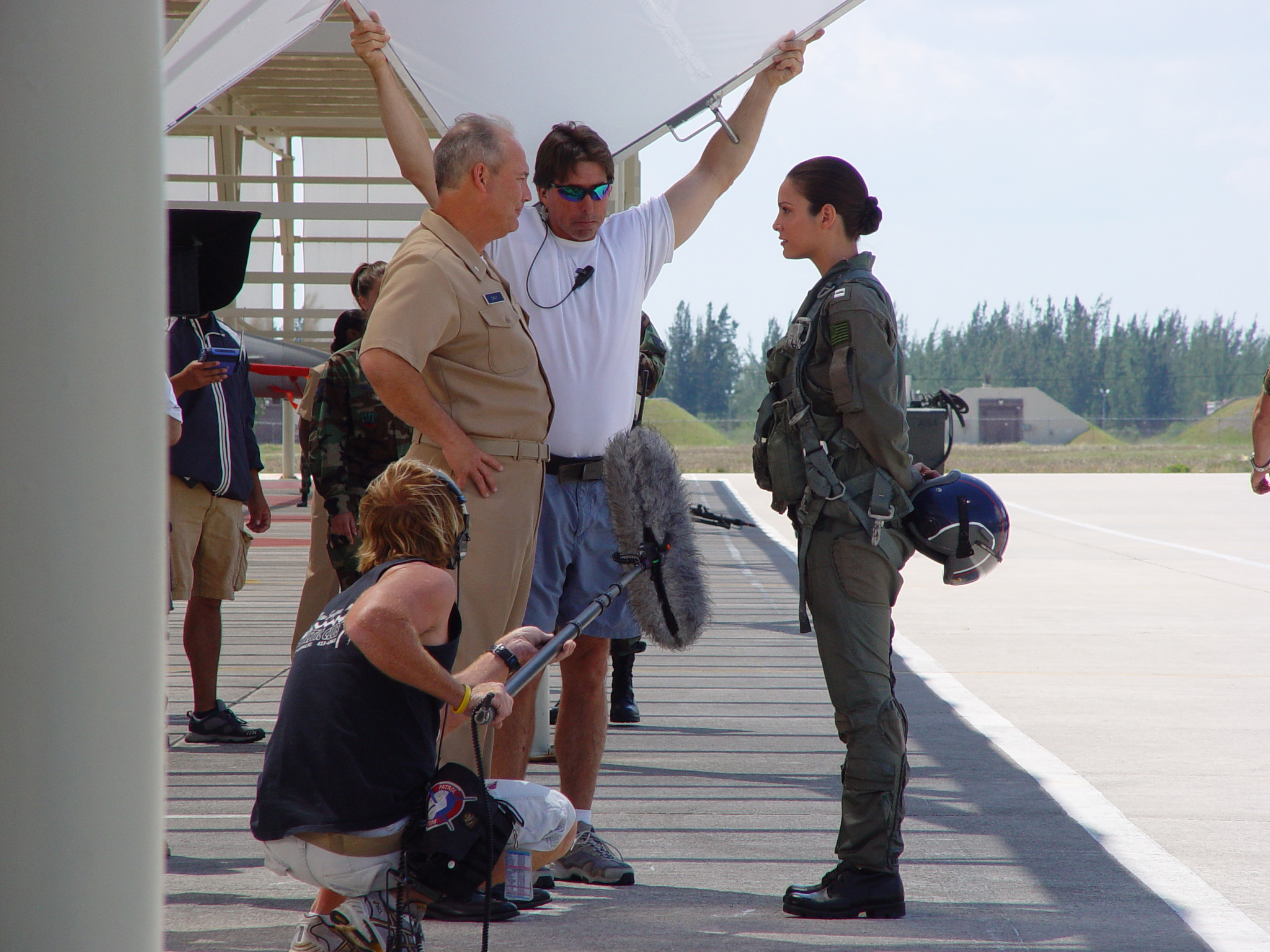
Denise Quiñones a la sèrie de televisió Aquaman

Va assistir al programa d'interpretació del conservatori de la School for Film and Television de Nova York. Com a actriu, ha protagonitzat la versió espanyola d'Ana en el trópico, de Nilo Cruz. L'octubre de 2005, va ser seleccionada per interpretar a Doña Rosita en Doña Rosita la soltera de Federico García Lorca. Va participar en la 5a temporada de la sèrie televisiva «Smallville» on va protagonitzar a Andrea, una venjadora emmascarada que combat el crim a Metròpolis i convida a Clark Kent (Tom Welling) per unir-se a ella en les seves aventures. També va interpretar a Rachel, una jove pilot de guerra en la sèrie de televisió «Aquaman». El novembre de 2006, Quiñones va liderar el repartiment de teatre off-Broadway de «Zanahorias», una comèdia espanyola d'Antonio Zancada, a on va interpretar a Madame del Sagrado Corazón. El 2007 va participar en el video «Tango del pecado» de Calle 13. El 2015 va mostrar el seu rebuig a les afirmacions racistes de Donald Trump, propietari del concurs de Miss Univers, en contra de la immigració mexicana.